# Ficció
Ficció è un film spagnolo del 2006 diretto da Cesc Gay.